# Kay Tejan
Kay Tejan, né le 3 février 1997 à Amsterdam aux Pays-Bas, est un footballeur néerlandais qui joue au poste d’attaquant à l'USL Dunkerque.

## Biographie

### USL Dunkerque
Le 28 juillet 2024, le ŁKS Łódź annonce avoir trouvé un accord avec l'USL Dunkerque, en Ligue 2 pour le transfert de Kay Tejan. Il paraphe donc un contrat de deux ans, assorti d’une année supplémentaire en option avec le club français

### Maladie et Enfance
Kay Tejan né à Amsterdam avec une enfance difficile et avec des relations tendus surtout avec son père d'origine jamaïcaine.Il connait également à l'age de 15-16 ans,une alopécie congénitale ou il perdit l’entièreté de ses cheveux,,.